# Edwin Fischer
Pour les articles homonymes, voir Fischer.
Edwin Fischer est un pianiste suisse, né le 6 octobre 1886 à Bâle et mort le 24 janvier 1960 à Zurich.

## Biographie
Edwin Fischer est considéré comme un des pianistes les plus remarquables du XXe siècle, en particulier dans le répertoire de compositeurs allemands, tels que Johann Sebastian Bach, Ludwig van Beethoven, et autrichiens, tels que Wolfgang Amadeus Mozart, Franz Schubert. Il est aussi considéré comme un des meilleurs professeurs de piano des temps modernes.
Fils d'un musicien de Prague, Fischer naquit à Bâle et y commença ses études musicales, qu'il poursuivit à Berlin au Conservatoire Stern sous la direction de Martin Krause (1853-1918), lui-même élève de Liszt (1811-1886), lui-même élève de Carl Czerny (1791-1857). Après la Première Guerre mondiale, il devint connu comme pianiste. En 1926, il prit la direction du Musikverein de Lübeck, puis, en 1928, celle de la Bach-Gesellschaft à Munich avant, en 1932, de former son propre orchestre de chambre. Il fut l'un des premiers à tenter de retrouver les principes d'interprétation originaux, par exemple pour les concertos pour piano de Bach et de Mozart. Après lui on est allé beaucoup plus loin en ce sens, et ses interprétations, même de Bach, restent empreintes de romantisme.
En 1932 il retourna à Berlin, succédant à Artur Schnabel comme professeur à la Hochschule für Musik. En 1942 il retourna en Suisse, interrompant provisoirement sa carrière pendant la Seconde Guerre mondiale. Après la guerre, il recommença à jouer en public, tout en donnant des masterclasses à Lucerne, qui furent suivies par de nombreux pianistes qui devinrent célèbres comme Alfred Brendel, Thierry de Brunhoff, Friedrich Gulda, et Daniel Barenboim. Harry Datyner fut un de ses élèves, tout comme Paul Badura-Skoda, Évelyne Crochet ou Reine Gianoli.
En plus des récitals en soliste, de l'exécution de concertos et de la direction d'œuvres orchestrales, Fischer a aussi joué de la musique de chambre. En particulier le trio qu'il forma avec le violoncelliste Enrico Mainardi et le violoniste Georg Kulenkampff (qui fut remplacé par Wolfgang Schneiderhan après sa mort) fut très apprécié.
Il joua avec le chef d'orchestre Wilhelm Furtwängler le Concerto pour piano nº 2 de Brahms, en 1942 avec l'Orchestre Philharmonique de Berlin,, et le Concerto pour piano nº 5 de Beethoven (le "concerto empereur"), en 1951 avec l'Orchestre Philharmonia,. Ces deux enregistrements sont considérés comme des références majeures.

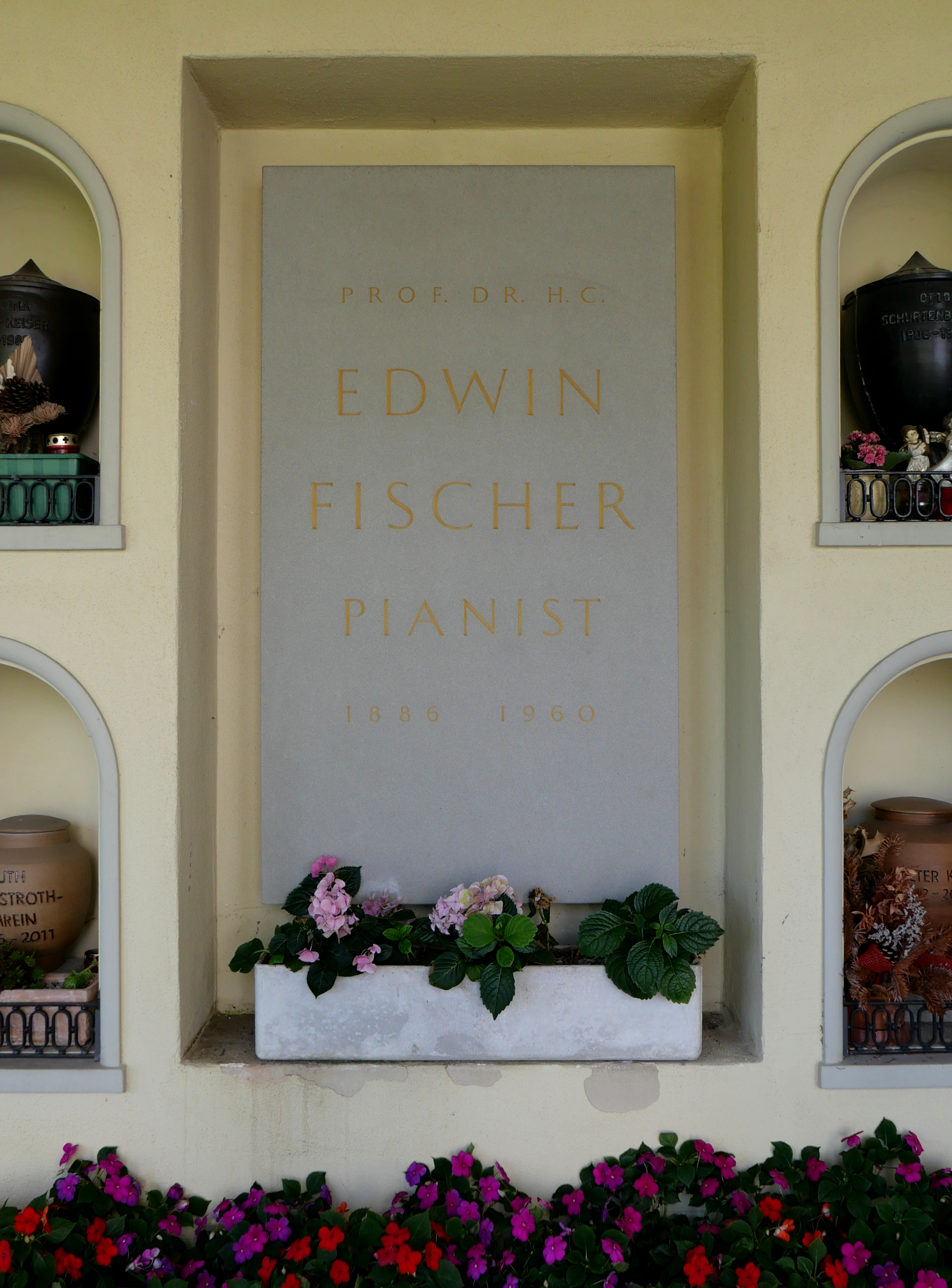
l'urne funéraire en 2024.

Fischer publia de nombreux livres sur l'enseignement et un livre sur les sonates pour piano de Beethoven. Il réalisa aussi de nombreux enregistrements, en particulier le premier enregistrement intégral du Clavier bien tempéré de Bach pour EMI dans les années 1930.
L'intégrale du Clavier bien tempéré, enregistrée entre 1933 et 1936, fit date dans la discographie de Bach, en tant que premier enregistrement complet. L'enregistrement de Fischer est admiré en partie parce qu'il n'utilise pas les ressources de l'instrument moderne pour embellir artificiellement la partition. Son enregistrement des 48 préludes et fugues de Bach demeure le modèle auquel tous les pianistes se mesurent.
De manière générale, Edwin Fischer est considéré comme le musicien qui, à son époque, rompt avec les excès de romantisme et de passion dans les interprétations des ouvrages de J.S Bach aux compositeurs post romantiques. « Donne vie aux œuvres, sans leur faire violence » avait-il écrit (Considérations sur la musique, Paris, 1951).
Son buste a été exécuté par le sculpteur Philippe Besnard (exposé au Salon d'automne à Paris en 1940).
Ses restes ont été incinérés et enterrés au cimetière Friedental à Lucerne.